# Юмашева, Татьяна Борисовна
Татья́на Бори́совна Юма́шева (во втором замужестве Дьяче́нко, урождённая Е́льцина; 17 января 1960, Свердловск, РСФСР, СССР) — российский государственный и общественный деятель, в прошлом — сотрудница аппарата президента России, с 1997 по 1999 год — советник президента Российской Федерации Бориса Ельцина, своего отца (занималась имиджем президента). Руководит Фондом первого Президента России, с 2015 года — член попечительского совета «Ельцин-центра».

## Биография

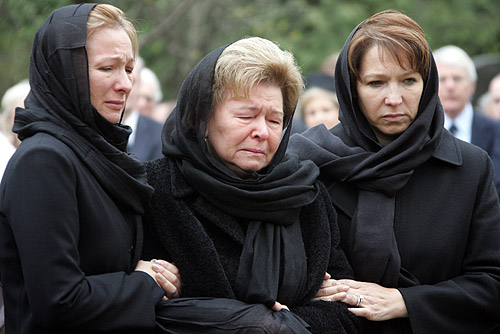
Татьяна Юмашева (справа) 25 апреля 2007 года на похоронах Б. Н. Ельцина

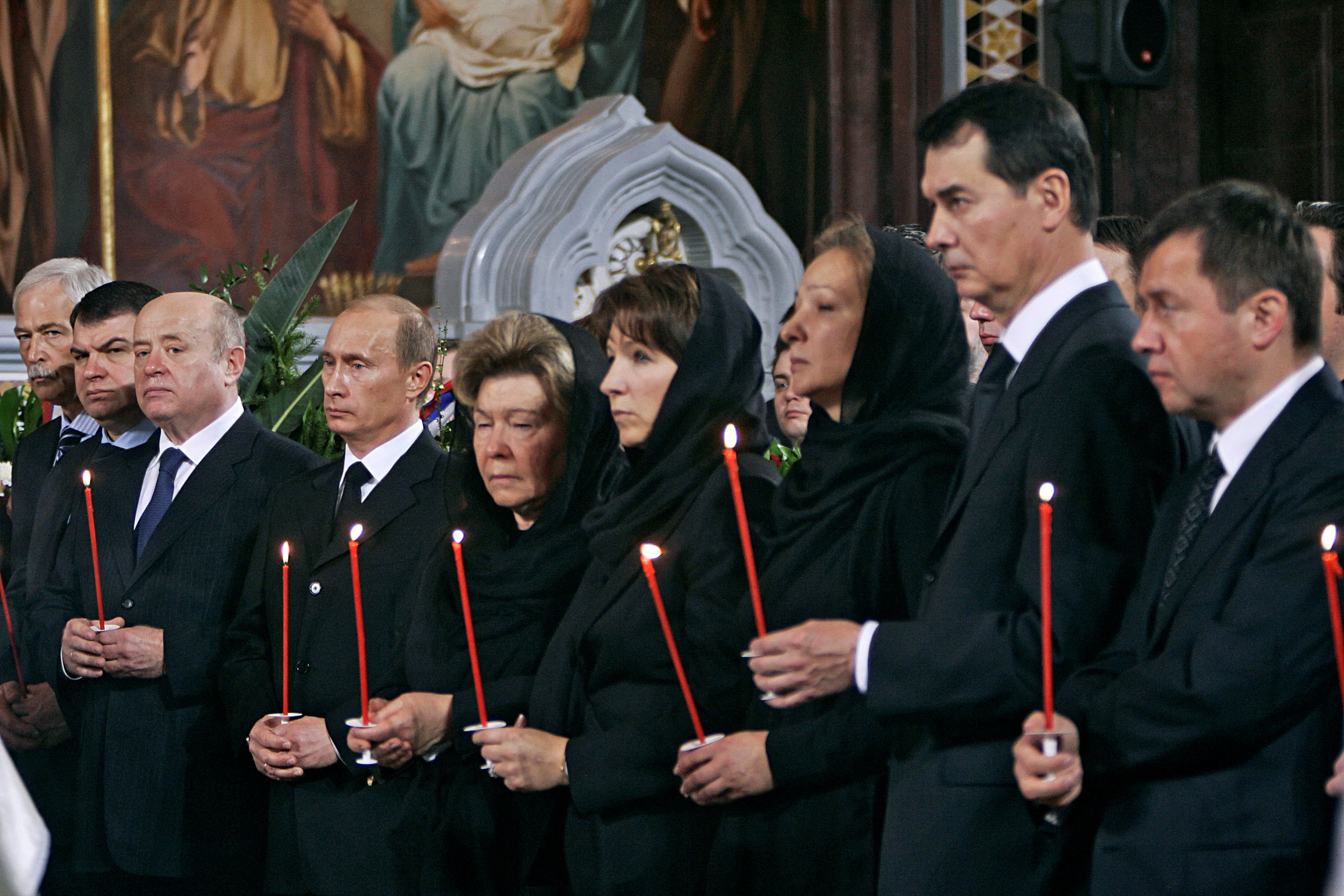

Отец — Борис Ельцин, первый Президент Российской Федерации, мать — Наина Ельцина.
В 1978 году окончила свердловскую школу № 9 с физико-математическим уклоном, ту же, что и её сестра Елена.
В 1983 году окончила факультет вычислительной математики и кибернетики Московского государственного университета имени М. В. Ломоносова.
С ноября 1983 года по 1994 год работала в конструкторском бюро «Салют», где занималась расчётами орбит для космических кораблей. В то же время окончила Московский авиационный институт, где изучала баллистику.
В 1994—1995 годах работала в московском филиале банка «Заря Урала».
В 1996 году, после начала предвыборной кампании Ельцина, занялась политикой, став по приглашению Анатолия Чубайса членом избирательного штаба своего отца. Тогда, при её участии, лишились своих постов начальник службы безопасности президента РФ Александр Коржаков, вице-премьер Олег Сосковец и глава ФСБ Михаил Барсуков.
В 1997 году уговаривала Бориса Немцова на протяжении четырёх часов согласиться стать вице-премьером.
28 июня 1997 года была назначена Советником президента Российской Федерации. 3 января 2000 года была освобождена от занимаемой должности.
С 1998 года по 2001 год входила в совет директоров телеканала ОРТ, уйдя спустя несколько месяцев после того, как Березовский продал принадлежащие ему акции компании государству.
Бывший генпрокурор РФ Юрий Скуратов в своей книге «Кремлёвские подряды: последнее дело Генпрокурора» заявил, что Татьяна Юмашева была в списке лиц, якобы причастных к инсайдерской торговле на рынке государственных краткосрочных облигаций, закончившейся дефолтом.
В 1999—2001 годах — советник Руководителя Администрации президента России Александра Волошина.
В 2000 году обсуждалась возможность Юмашевой (тогда — Дьяченко) стать членом Совета Федерации от исполнительной власти Чукотского автономного округа, главой которого стал Роман Абрамович.
26 ноября 2009 года Татьяна, её муж и дочь якобы получили гражданство Австрии в особом порядке, благодаря связям с топ-менеджментом канадско-австрийского концерна «Magna». Согласно министерству экономики Австрии, Валентин Юмашев был менеджером «Magna» в России, и получил гражданство Австрии по запросу правительства федеральной земли Бургенланд.
С 3 декабря 2009 года по 14 марта 2012 года вела блог в «Живом журнале». Начало президентства Медведева казалось семье Ельцина либерализацией, и Татьяна Юмашева дала своё первое интервью за долгие годы. В нём она рассказала, что многие действия Владимира Путина на посту президента смущали и раздражали Бориса Ельцина.
23 декабря 2009 года она опубликовала текст о том, почему её отец выбрал именно Путина своим преемником: «у „либералов“ Чубайса, Немцова и Черномырдина не было никаких шансов избраться, а Лужков и Примаков были опасны, так как представляли предыдущее поколение политиков — могли вернуть Советский Союз». Тексты блога писались преимущественно в противопоставление сложившемуся образу «лихих девяностых».
В 2010 году вместе с мужем Валентином была приглашена президентом Дмитрием Медведевым заняться рекрутингом в партии «Правое дело» с целью создания крупной политической структуры, которая бы смогла объединить средний класс и поддержать новый либеральный курс. По данным СМИ, Юмашевы являлись идеологами прихода Михаила Прохорова в политику и, в частности, в «Правое дело».
В списке «100 самых влиятельных женщин России за 2011 год», составленном на основе исследования, проведённого РИА «Новости», радиостанцией «Эхо Москвы», агентством «Интерфакс» и журналом «Огонёк», заняла 17 место.
В ходе президентских выборов 2012 года заявила в своём блоге, что восхищается Ириной Прохоровой и посоветовала посмотреть дебаты между ней, доверенным лицом кандидата Михаила Прохорова, и Никитой Михалковым, доверенным лицом кандидата Владимира Путина.
Через 10 дней после президентских выборов был опубликован последний пост в блоге.

С 2015 года входит в попечительский совет «Ельцин-центра». 

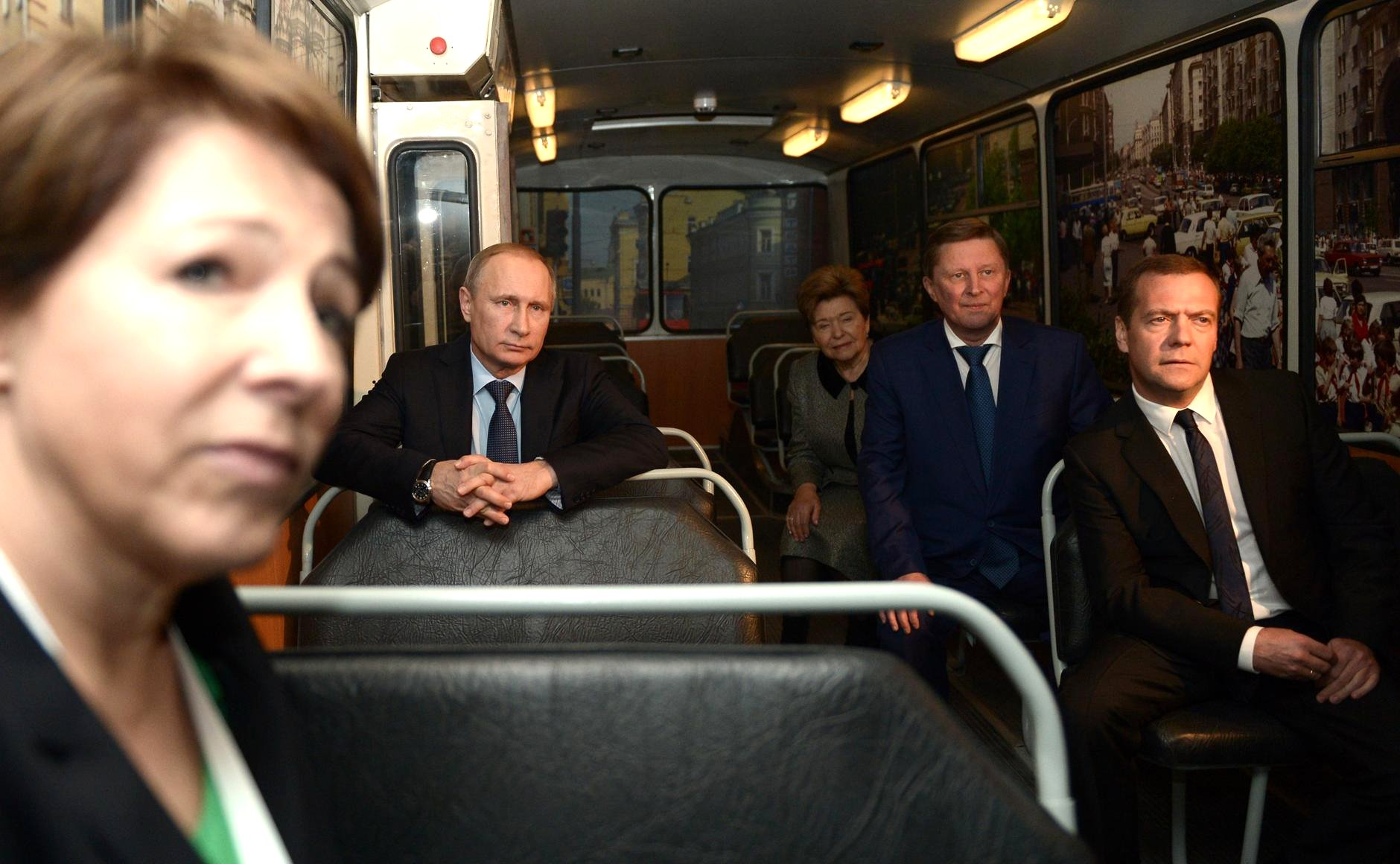
Татьяна Юмашева проводит экскурсию в Ельцин-центре для руководства страны, 25 ноября 2015 г.

В ноябре 2015 года в интервью РБК Татьяна Юмашева рассказала, что пыталась убедить тех, кто принимает политические решения, что необходимо иметь правую партию: «10—15 % людей, амбициозные, наиболее активные граждане, те, что голосовали в 1999 году за СПС, они должны быть обязательно представлены в нашей Думе».
12 сентября 2016 года был запущен проект Михаила Ходорковского «Вместо Путина», целью которого являлся выбор альтернативного кандидата на пост президента России, в списке проекта (на момент его запуска) числилось 14 кандидатов, включая Юмашеву. Указанные в списке люди не знали, что они стали участниками проекта. Позже пресс-служба Президентского центра Ельцина сообщила, что в планы Татьяны Юмашевой не входит участие в президентских выборах 2018 года.
17 января 2020 года Президент России Владимир Путин, поздравив Татьяну Юмашеву с днём рождения, подарил букет цветов и императорский чайный сервиз.

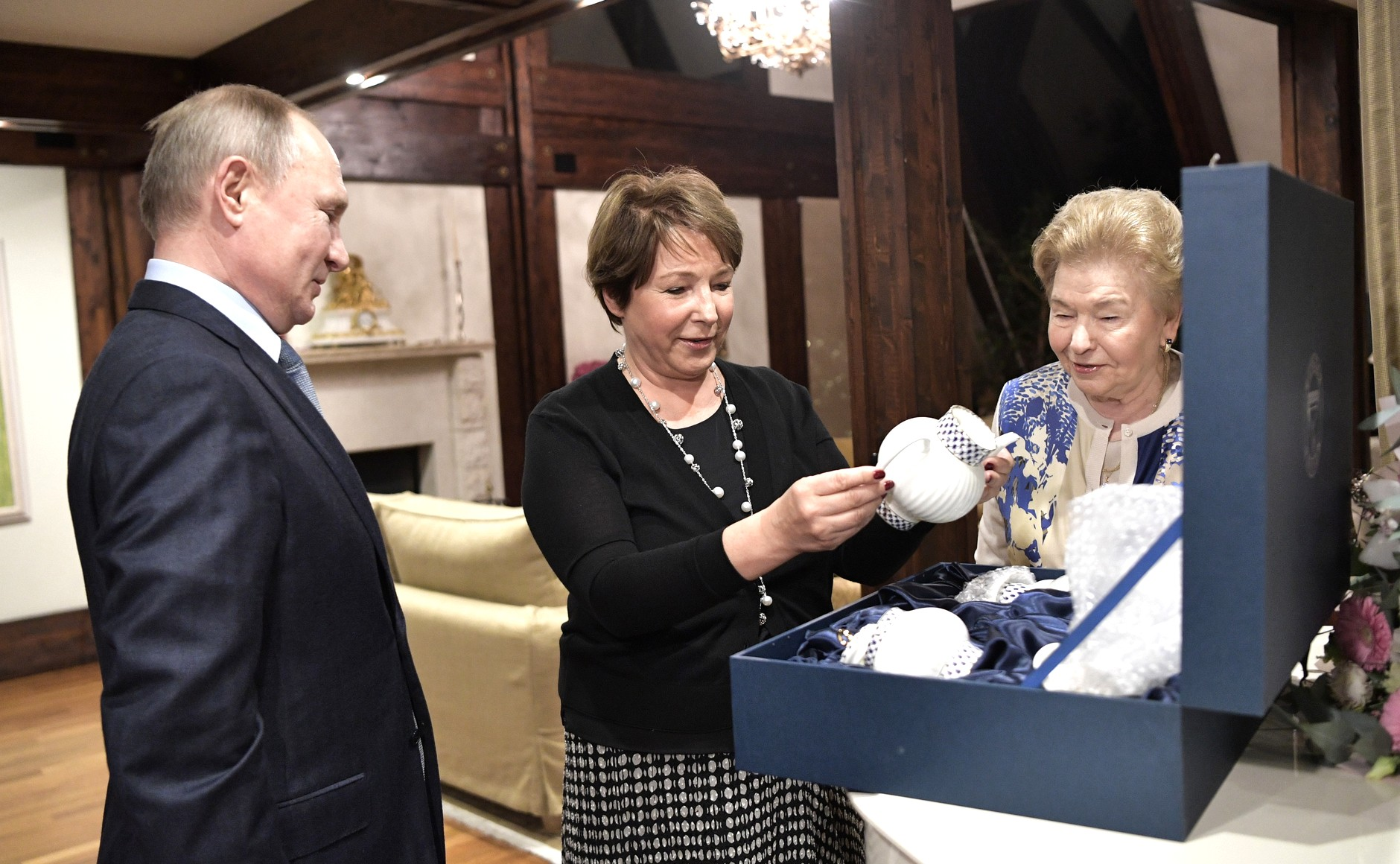
Владимир Путин поздравил дочь Ельцина Татьяну Юмашеву с Днём рождения. Справа — Наина Ельцина, 17 января 2020 года.

В сентябре 2020 года Юмашева подписала письмо в поддержку протестных акций в Белоруссии.
В феврале 2022 года, на фоне российского вторжения на Украину, опубликовала в соцсетях хештег #нетвойне.

## Семья
Старшая сестра — Елена Окулова (род. 21 августа 1957 года), муж которой Валерий Окулов (род. 22 апреля 1952 года) занимал должность заместителя министра транспорта РФ с 2009-го по 2017 годы, а ранее работал генеральным директором «Аэрофлота».
Мужья
- Первый муж, с 11 апреля 1980 года[26] по 1982 годы — Вилен Айратович Хайруллин (род. 19.08.1960), однокурсник по МГУ, татарин из Уфы[27][28][29], занимался поставками в систему Управления исполнения наказаний пшеницы, которую приобретал в обмен на нефтепродукты, работал менеджером в агентстве недвижимости «Валдай-центр». Принял участие в банкротстве «Мост-банка», был генеральным директором «Молл Технолоджи», управляющим казанского Торгового центра «Южный»[30].
- Второй муж, с 1987 года[31] по 2001 годы[32] — Леонид Юрьевич Дьяченко (р. 13.09. 1963)[33], известный как Алексей Дьяченко[34][35], конструктор КБ «Салют», потом предприниматель, миллиардер, исполнительный директор «Urals Energy»[36][37], сын Юрия Васильевича Дьяченко (1928—1985), заместителя Главного конструктора филиала ОКБ-52 (Конструкторского бюро «Салют» Государственного космического научно-производственного центра имени М. В. Хруничева)[38].
- Третий муж, с 2002 года — Валентин Борисович Юмашев (род. 15 декабря 1957), журналист и политик, бывший в 1997—1998 годах Руководителем Администрации Президента Российской Федерации.

Дети
- Борис Леонидович Ельцин (р. 19 февраля 1981 года)[39][40] (сын Вилена Хайруллина, который отказался от своего отцовства в пользу Леонида Дьяченко, а был назван в честь деда и получил девичью фамилию матери) — в интернете известен как Борис Виленович Ельцин. Учился в английской школе № 1243 в Москве. С 1996 года — в Милфилдской школе[англ.] в Сомерсете (Великобритания). Далее учился в МГИМО. Позднее перевёлся в Высшую школу бизнеса МГУ. После этого один год проучился в Брауновском университете в США, который забросил. Диплома о высшем образовании до сих пор не получил. Работал директором по маркетингу российской команды «Формулы-1». Любит играть в теннис, баскетбол, занимается боевыми единоборствами[41][42][43];
- Глеб Леонидович Дьяченко (р. 30 августа 1995 года) — родился с синдромом Дауна, благодаря правильному уходу и обучению стал спортсменом и способным музыкантом, наизусть исполняет сотни музыкальных произведений, отлично рисует, решает сложные математические задачи. История Глеба стала поводом для государственной власти в России более внимательно относиться к социализации детей с синдромом Дауна, свидетельствовал в 2019 году старший тренер сборной России по футболу инвалидов, декан факультета физической культуры РГСУ, доктор педагогических наук Александр Махов[25][44];
- Мария Валентиновна Юмашева (р. 14 апреля 2002 года)[39];
- падчерица Полина Валентиновна Дерипаска — дочь Валентина Юмашева от другого брака. Замужем за Олегом Дерипаской, бывшим владельцем РУСАЛа[35][45][46][47][46][47][40][48][49]. В 2019 году пара развелась[50]. Полина — участница протестного движения 2011—2012 годов[51].

## Предпринимательская деятельность
Согласно информации «Ведомостей», является вместе со своим супругом владельцем крупной строительной компании и элитной недвижимости, в частности, им принадлежит 50 % небоскрёба «Imperia Tower» в элитном Московском Международном деловом центре «Москва-Сити», а также 49,58 % акций (контрольный пакет) управляющей строительной компании ПАО «СИТИ». Валентин Юмашев отрицает это.

## Недвижимость
В 2021 году стало известно, что Татьяна Юмашева владеет виллой стоимостью 15 000 000 евро на острове в Карибском море. В 2010 году в своём блоге в «Живом журнале» она пообещала, что любой, кто найдёт у неё недвижимость за рубежом, сможет забрать её себе. Первый заместитель исполнительного директора «Ельцин-центра» Людмила Телень сообщила «Открытым медиа», что 11 лет назад Татьяна Юмашева честно говорила об отсутствии заграничного имущества, в то время никаких заграничных вилл у Юмашевых действительно не было, так как дом был куплен в декабре 2020 года. Валентин Юмашев, на имя которого куплена вилла, не стал отрицать владение недвижимостью. Большую часть денег для покупки, заявил «Новой газете» Юмашев, он одолжил в одном из российских банков, остальное заработал на дивидендах от 1,6 % акций En+, которые ему подарил на юбилей бывший зять Олег Дерипаска, а также на доходах от консалтинга и работы в советах директоров различных компаний. Пиарщики Юмашевых пытались удалить перепечатки этого материала из интернета.

## Санкции
3 июня 2025 года Юмашева и её супруг внесены в санкционный список Канады лиц, которые по данным «Фонда борьбы с коррупцией», поддерживали нападение на Украину, либо извлекали выгоду от войны. Ранее «Фонд борьбы с коррупцией» внёс Татьяну Юмашева в список коррупционеров и разжигателей войны так как она «содействовала назначению Путина сначала премьер-министром, а затем президентом России».

## Культура и СМИ

### Кино
- Намедни 1961—2003: Наша эра — Татьяна Дьяченко и семья Ельцина рассматривались как одно из важнейших явлений 1999 года в истории СССР и России в историческом видеопроекте Леонида Парфёнова.
- Свидетели Путина
- 2024 — «Предатели» (документальный сериал Фонда борьбы с коррупцией, 3 серии)[62].

#### Киновоплощения
- Светлана Ефремова в художественном фильме «Проект „Ельцин“» (США, 2003 год).
- Светлана Антонова в художественном фильме «Ельцин. Три дня в августе» (Россия, 2011 год).
- Татьяна Удалова в телевизионном сериале «Неподсудные» (Россия, 2015 год)

## Награды
- Благодарность Президента Российской Федерации (9 июля 1996 года) — за активное участие в организации и проведении выборной кампании Президента Российской Федерации в 1996 году[63].